# Terminal de Ouenza
Le terminal de Ouenza est un terminal ferroviaire de marchandises situé sur le site de la mine de fer de Ouenza, dans la wilaya de Tébessa.

## Situation ferroviaire
Le terminal est situé au nord de la ville de Ouenza, à proximité du gisement de fer de l'Ouenza. C'est le terminus de la ligne de Oued Keberit à Ouenza. Il est précédé de la gare de Aïn Chenia.

## Histoire
La gare est ouverte en 1921, lors de la mise en service de la ligne Oued Keberit à Ouenza,.

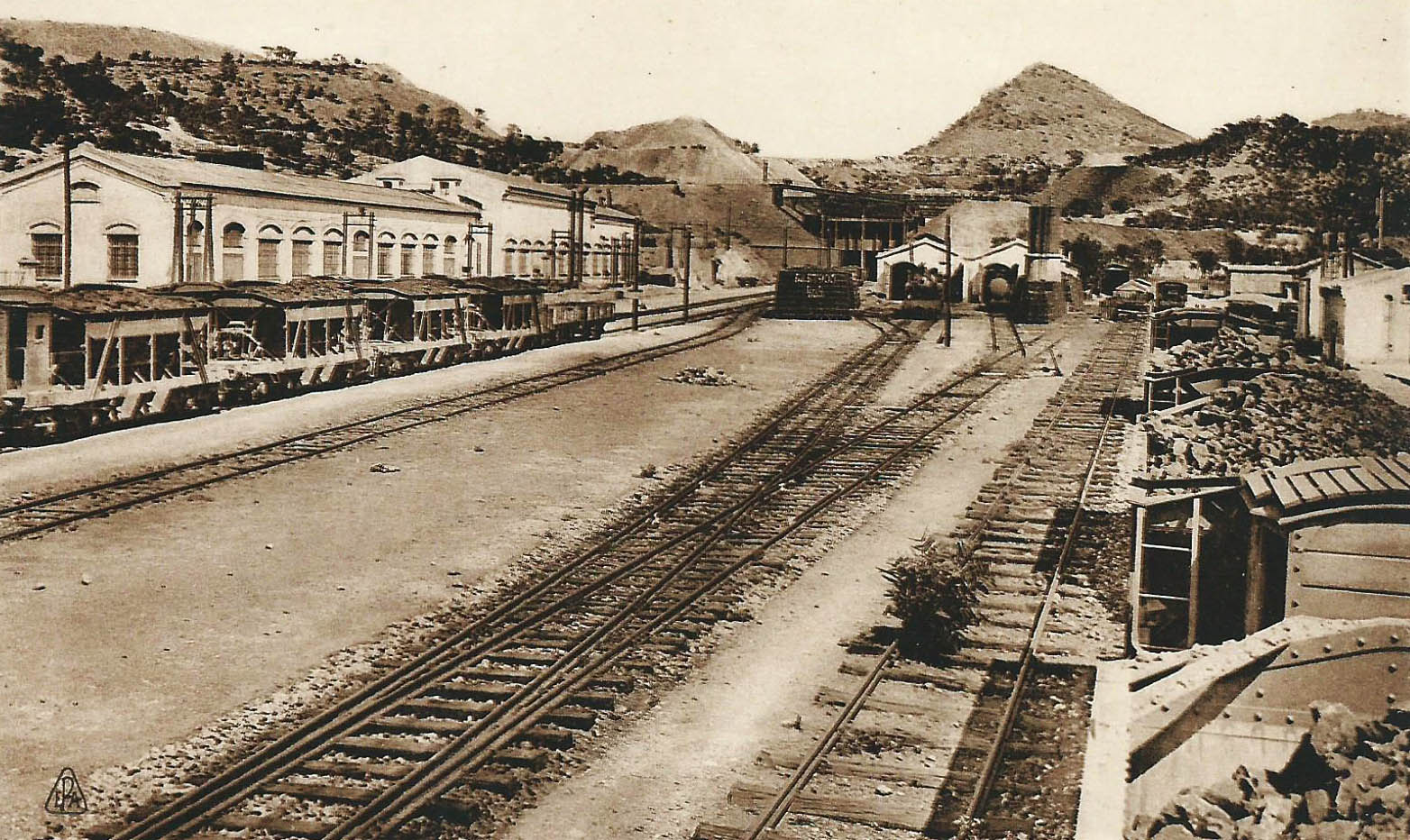
La gare de Ouenza au début du XXe siècle.

## Services
Le terminal est dédié au chargement du fer extrait des mines de l'Ouenza. Les trains de minerai ont pour destination le complexe sidérurgique d'El Hadjar situé dans la banlieue sud d'Annaba.